# Geo-Sierra Hermosa
Casas Geo Centro o más conocido como San Diego es una localidad perteneciente al pueblo de San Francisco Cuautliquixca ubicada en la planicie oriental de la zona central de Tecámac, a un costado de los kilómetros 36 a 38 de la Carretera Federal México-Pachuca. Colinda al norte con la colonia 5 de Mayo, al este con los pueblos de Santa María Ozumbilla y San Francisco Cuautliquixca, al sur con San Pedro Atzompa y al oeste con algunas propiedades agrícolas.

## Historia
El lugar fue un conjunto de ranchos que constituyeron la "Hacienda Sierra Hermosa" propiedad del Coronel Carlos I. Serrano, se presume que la hacienda fue construida en 1822 ya que el reloj que existe en los vestigios de la hacienda tiene una placa que data de esos años.
En abril de 1994 fue creado por decreto del gobernador Emilio Chuayffet Chemor el Parque Estatal Ecológico, Turístico y Recreativo “Sierra Hermosa”.
El 17 de junio de 1997 se inició la construcción de las instalaciones de la Universidad Tecnológica de Tecámac, en una extensión de 35 hectáreas que originalmente formaban parte del Parque Estatal, ubicado en el kilómetro 37.5 de la carretera federal México-Pachuca.
Corporación GEO adquirió terrenos (cediendo algunos a San Francisco Cuautliquixca), y construyó casas de interés social, creando primero el "Fraccionamiento Sierra Hermosa" y después en un gran lote baldío la "Colonia Jardines de Sierra Hermosa", denominándose como "Conjunto Urbano Habitacional Sierra Hermosa". En 2011 se comenzó con la creación del "Fraccionamiento Provenzal del Bosque", hasta que la empresa se declaró en quiebra.

## Geografía
Tiene una altitud promedio de 2250 msnm, siendo de las más bajas en el municipio, por lo que ante intensas lluvias la localidad tiene riesgo de inundaciones.

### Parques
Estatal Sierra Hermosa 
Funciona como reserva ecológica y lugar de recreación. Un estudio publicado en la prestigiosa revista científica Cuadernos de Investigación UNED sobre la composición espacial y temporal de aves acuáticas y rapaces en humedales del centro de México permitió evaluar la dinámica espacial y temporal de la comunidad de aves acuáticas y rapaces en lo humedales de  Laguna de Zumpango, Lago de Guadalupe, Lago Nabor Carrillo y Parque Estatal Ecológico, Turístico y Recreativo Sierra Hermosa. Esta investigación permitió identificar un total de 105 especies de aves. Los valores más altos de diversidad se encontraron en la Laguna de Zumpango (91 especies) y en el Lago Nabor Carrillo (91). La mayoría de estas especies son migratorias (63%), mientras que 30% son residentes, y 7% son introducidas. Se encontraron diferencias espaciales y temporales significativas (p<0,05) en la composición de la comunidad de aves. Conclusión: La mayor diversidad fue en Zumpango y Nabor Carrillo, y la mayoría fueron especies migratorias.
 Deportivo Sierra Hermosa 
Está ubicado a un costado de la entrada principal, cuenta con canchas de fútbol americano y futbol soccer, además de una piscina pública.
 Plaza Estado de México II 
Se creó para festejar el centenario del Ejército Mexicano. El camellón fue modificando y cuenta con canchas de básquetbol techadas, canchas de fútbol rápido, juegos infantiles, zona de ejercicios, un área específica para practica con patineta y bicicleta, además de una exhibición militar que cuenta con un helicóptero, un avión y diversos vehículos militares. En el acceso principal se construyó una fuente danzante, tres estelas de concreto iluminada con los colores patrios y una bandera monumental.
 Geo-Parque Provenzal del Bosque 
Este parque cuenta con un quiosco, canchas, juegos infantiles y mesas para pícnic.

## Infraestructura

### Vivienda
Conjunto Urbano Habitacional Sierra Hermosa
Existen diferentes tipos de construcciones habitacionales:
- Placido.
- Mac.
- Jardín.
- Morada.

El Provenzal
- Semi-residencial.
- Departamentos.

Haciendas
Aún se puden encontrar las ruinas en el Parque Estatal.
- Templo del Diablo.
- Hacienda La Lupita.

### Transporte
Desde esta localidad parten transportes que no solo benefician a los locales, también a usuarios de otras localidades e incluso de otros municipios. Los transportes colectivos recorren a través de la Avenida Rancho Sierra Hermosa, que es la arteria principal, ya que conecta con el Camino Viejo a Zumpango y la Carretera de CDMX a Pachuca, dónde está ubicada la estación San Francisco del Mexibús línea 1. Hay tres rutas de ruleteros que recorren esta zona residencial:
Combis
Los minibuses suburbanos se dirigen hacía diferentes destinos dentro o a las afueras del municipio.
- Central de Abastos $13. (Autotransportes Marte)

- AIFA / Base Aérea $13. (Autotransportes Urbanos y Suburbanos de Tecámac/Autotransporte Azcatepec Ruta 74/Ruta 73 Santa Cruz Tecámac)

- Tecámac Centro $12. (Autotransportes Urbanos y Suburbanos de Tecámac/Autotransporte Azcatepec Ruta 74/Ruta 73 Santa Cruz Tecámac)

- Chedraui / Mexibús San Francisco $10. .(Autotransportes Urbanos y Suburbanos de Tecámac/Autotransporte Azcatepec Ruta 74/Ruta 73 Santa Cruz Tecámac)
- San Cristóbal Ecatepec (Autotransportes Marte)

Autobuses
Los autobuses se dirigen hacia los paraderos que varían los costos. 
- Indios Verdes $30. (Autobuses Buendía/Autotransportes México San Pablo San Marcos San Martin/Ómnibus Tecalco Ciudad Cuauhtémoc)
- Martín Carrera $20.(Autobuses Buendía/Autotransportes México San Pablo San Marcos San Martin/Ómnibus Tecalco Ciudad Cuauhtémoc)
- La Raza.$40 (Autobuses Cometa de Oro)
- Ciudad Azteca.$18 (MEXIBUS LINEA 1)

Taxis
El servicio está proporcionado por automóvil en las bases de San Diego, Aurrera y Chedraui.
- Taxis dentro de Geo-Sierra Hermosa $25.
- Bicitaxis dentro de Provenzal $15.

## Educación

### Obligatoria
Preescolares
- "Quetzal" en Fraccionamiento Sierra Hermosa.
- "Ignacio Allende" en Fraccionamiento Provenzal del Bosque.
- "Frida Kahlo" en Fraccionamiento Sierra Hermosa.
- "Heredia" en Fraccionamiento Sierra Hermosa.

Primarias
- "Niños Héroes de Chapultepec" en Fraccionamiento Provenzal del Bosque.
- "Patria Nueva" en Fraccionamiento Sierra Hermosa.
- "Jaime Torres Bodet" en Fraccionamiento Sierra Hermosa.
- "Constitución de 1917" en Fraccionamiento Sierra Hermosa.
- "Juan Escutia" en Fraccionamiento Sierra Hermosa.

Secundarias
- "José Pablo Moncayo" en Fraccionamiento Provenzal del Bosque.
- "Huehuetlatolli" en Fraccionamiento Sierra Hermosa.

 Bachilleratos 
- No cuenta con alguno.

### Otras instituciones
- Universidad Tecnológica de Tecámac "UTTEC" en Parque Estatal Sierra Hermosa.

- INEA "Centro Comunitario Geo" en Fraccionamiento Sierra Hermosa.

- Casa de la Cultura "Geo" en Fraccionamiento Sierra Hermosa.

## Comercio

### Formal
Plaza Estado de México
- Bodega Aurrera Chinampa, Carretera Federal 85, 55749, Tecámac, México.

- Elektra Sierra Hermosa, Carretera Federal 85, 55749, Tecámac, México.

- Mega Tesco, Carretera Federal 85, 55749, Tecámac, México.

- Ö Store Sierra Hermosa, Carretera Federal 85, 55749, Tecámac, México.

- Coppel Sierra Hermosa, Carretera Federal 85, 55749, Tecámac, México.

- Chedraui Sierra Hermosa, Carretera Federal 85 S/N-Mz41, 55749, Tecámac, México.

Tiendas de conveniencia
- Tienda 3B Sierra Hermosa, Avenida Rancho Sierra Hermosa , 55749, Tecámac, México.

- Oxxo Sierra Hermosa, Avenida Rancho Sierra Hermosa , 55749, Tecámac, México.

Plaza Geo
Es un conjunto de locales ubicado entre las calles Rancho El Potrero y Rancho La Providencia.

### Informal
Mercados
- Mercado Geo, Avenida Rancho Sierra Hermosa, 55749, Tecámac, México.

Tianguis
- Tianguis Geo, Avenida Rancho, 55749, Tecámac, México.

- Tianguis Sierra Hermosa, Avenida Rancho Sierra Hermosa, 55749, Tecámac, México.

- Tianguis Provenzal, Narciso Mendoza, 55749, Tecámac, México.

## Galería

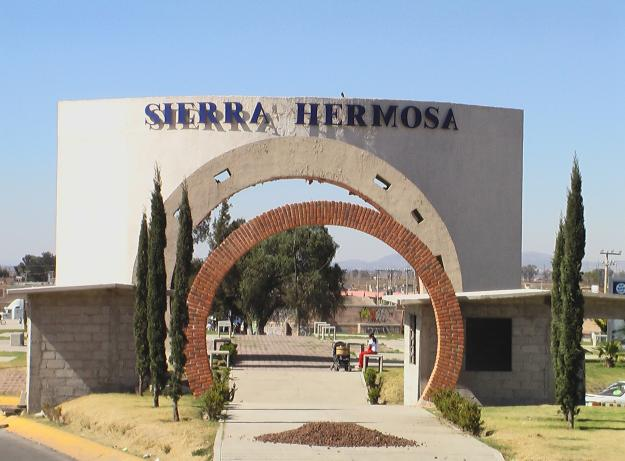
Monumento "La Herradura", fue demolido en 2013.

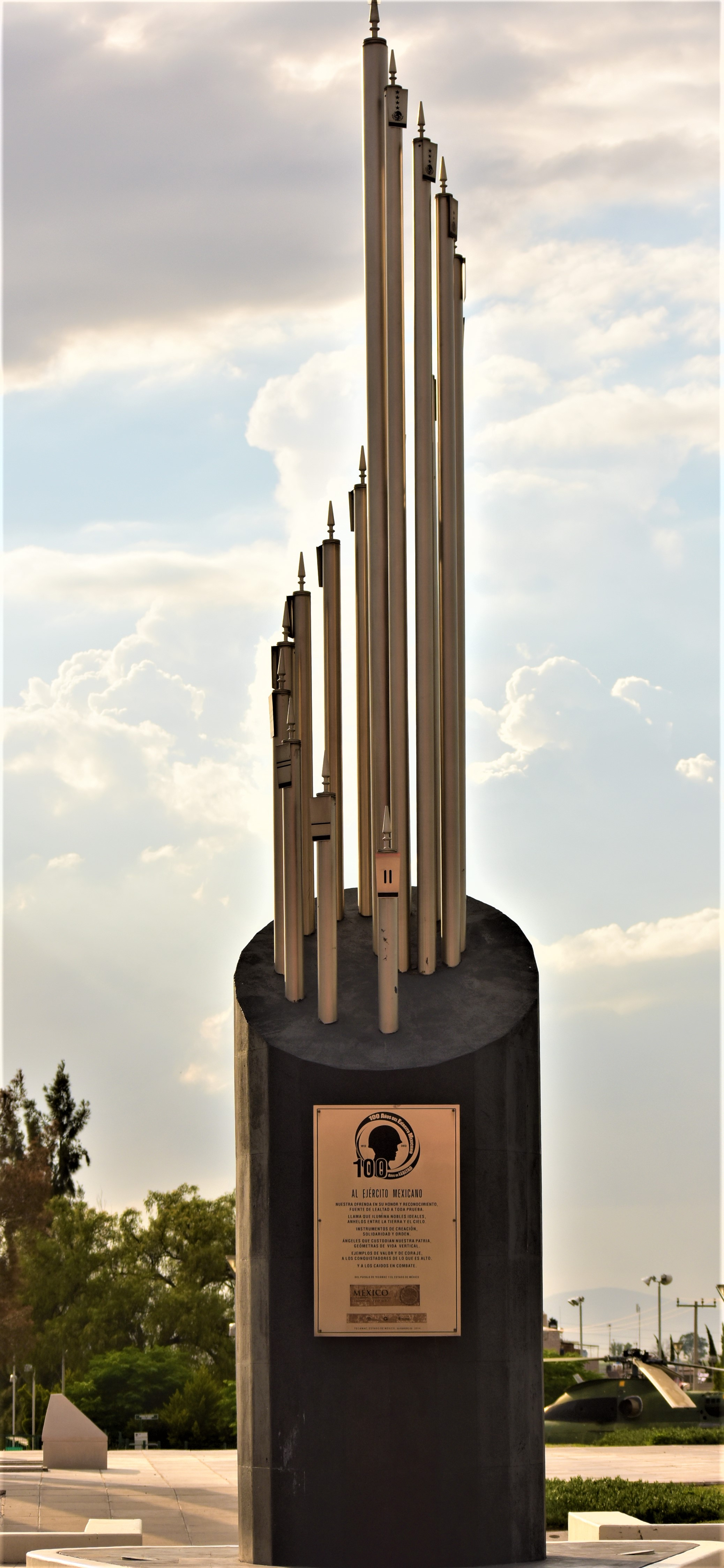
Monumento "Centenario del Ejército Mexicano", fue erigido en 2014.